# Devario aequipinnatus
Devario aequipinnatus – gatunek słodkowodnej ryby z rodziny karpiowatych (Cyprinidae), wcześniej zaliczany do rodzaju Danio. Jeden z dwóch gatunków określanych w literaturze polskiej nazwą danio malabarski. Drugim jest Devario malabaricus.

## Występowanie
Devario aequipinnatus jest szeroko rozprzestrzeniony w Indiach. Występuje również w Nepalu i Sri Lance.

## Opis
Ryba osiągająca do 15 centymetrów długości, w akwariach do 10 cm. Wzdłuż ciała występują trzy lub cztery niebieskie pasy na żółtym tle. Samice mają nieco pełniejszy brzuch niż samce. Żywi się owadami, robakami i skorupiakami. Hodowana jako ryba akwariowa. Devario aequipinnatus jest rybą ławicową. Lubi przebywać w wodzie nasłonecznionej z dużą ilością miejsca do pływania.
| Zalecane warunki w akwarium | Zalecane warunki w akwarium      |
| --------------------------- | -------------------------------- |
| Zbiornik                    | 50–200 l                         |
| Temperatura wody            | 22–25 °C                         |
| Twardość wody               | miękka do średnio twardej 6–15°n |
| Skala pH                    | 6,5–7,0                          |
| Pokarm                      | żywy, mrożony i suchy            |